# Mehmet Kudret Ayiter
Mehmet Kudret Ayiter (* 31. August 1919 in Göttingen; † 13. April 1986 in Ankara) war ein türkischer Rechtswissenschaftler  und Professor für Römisches Recht. Er ist einer der Gründer der Dokuz Eylül Üniversitesi.

## Leben
Kudret Ayiter wurde in Göttingen als zweites von drei Kindern einer deutsch-türkischen Familie geboren. Sein Vater war Dr. Mehmed Ferid Ayiter, seine Mutter die Deutsche Feride Ayiter alias Margarethe Lux. Als er vier Jahre alt war, kehrte die Familie in die Türkei zurück, wo er in İstanbul die Schule besuchte, u. a. die İstanbul Lisesi. 1937 zog die Familie nach Ankara um, wo er an der Universität Ankara die Fakultät für Rechtswissenschaft mit Auszeichnung als erster abschloss. Während des Zweiten Weltkrieges diente er 2½ Jahre lang als Militärrichter. Nach dem Militärdienst heiratete er die Professorin Nûşin Menemencioğlu-Ayiter. Aus dieser Ehe gingen die Töchter Emine Elif Ayiter und Fatma Feride hervor.
Nach seiner Emeritierung erkrankte er und starb einige Jahre später im April 1986. Gemäß seinem Wunsch wurde er in Izmir auf den Friedhof in Bornova begraben. Ayiter beherrschte neben Türkisch auch Deutsch, Italienisch, Lateinisch sehr gut und konnte auch Englisch. Der Universitätsbibliothek Dokuz Eylül vermachte er über 5.000 Werke über Privatrecht, Römisches Recht, Rechtsgeschichte und vergleichende Rechtswissenschaft in deutscher, französischer und italienischer Sprache.

## Karriere
Nach seinem Abschluss der Juristischen Fakultät Ankara im Jahre 1940 fing er seine Karriere dort als Assistent an und war Student von Prof. Koschaker, bei dem er 1948/49 abschloss und die von ihm vorbereiteten Skripten für römisches Recht ins Türkische übersetzte. Um seine Grundwissen in dieser Richtung zu vertiefen, wurde er zwei Mal für je zwei Jahre mit einem Stipendium nach Rom geschickt. Danach unterrichtete er in der Türkei römisches Recht. In den Jahren nach seiner Promotion im römischen Recht unterrichtete er auch das Fach Vergleichende Rechtswissenschaft.
Kudret Ayiter ist einer der Gründungsmitglieder der Dokuz Eylül Üniversitesi und legte den Grundstein der Universitätsbibliothek. Nachdem er sich 1955 habilitiert hatte, war er an der Universität Ankara als Privatdozent tätig. 1961 wurde er an derselben Universität zum a.o. Professor ernannt. Von 1964 bis 1966 war er Dekan der Rechtswissenschaftlichen Fakultät in Ankara. Auf seinen zahlreichen Reisen zu Konferenzen war er bei zahlreichen Forschungszentren in Europa. Er interessierte sich auch für Geschichte, insbesondere für Phrygien. 1972 fand er in Deutschland Porträts von acht Frigen.

## Ehrungen
- Großes Bundesverdienstkreuz (15. August 1972)[3]
- Cavaliere Ufficiale al Merito della Repubblica Italiana und Commendatore della Republica Italiana verliehen.[2]

## Werke
Neben den Skripten für den türkischen Unterricht verfasste er seine Schriften er in der jeweiligen Landessprache.

### Recht
- Paul Koschaker und der Unterricht des Römischen Rechts an der Universität Ankara
- Roma Hukuku Dersleri, Aile Hukuku, Ankara, 1960 (2. Auflage 1963)
- Bestellung der 'Dos' im klassischen römischen Recht (Habilitation, 1955).
- Noch einmal Papyri, Michigan VII, 434 (Inv. Nr. 508, 2217), Annales Fac. de Droit d'Istanbul 3 (1954) 79–89.
- Rylands Papyri (Inv. Nr. 612), Annales Fac. de Droit d'Istanbul 3 (1954) 79–89.
- Aestimatio dotis e comparavendita come concetti di interpretazione tra i giuristi classici, Annales de l'Université d'Ankara 6 (1954/55), 81–148.
- Höchstmaß bei Dosbestellungen im römischen Recht und übermäßige Schenkungen nach der Lex Cincia, Annales Fac. de Droit d'Istanbul 4 (1956) 204–213.
- Einige Bemerkungen zum domicilium 'des, filius familias' im römischen Recht, Studi Emilio Betti, 2. Band (Milano 1962) 73–84.
- D.20.4.9.3 und einige Bemerkungen über Sextus Caecilius Africanus, Studi Giuseppe Grosso, 2. Band (Torino 1968) 13–32.
- The aestimatum contract, Maior viginti quinque annis. Essays i commem. Inst. for Legal History Univ. Utrecht, Assen 1979. 22–29.
- Alcuni appunti sulla dotis datio ante nuptias, Studi Cesare Sanfilippo, 4. Band (Catania 1983), 49–57.
- Systematisches Denken und Theorie im Römischen Recht, Studi Arnaldo Biscardi, 1. Band (Mailand 1983), 9–21.
- Attorno alcuni testi del legatum dotis constituendae causa, 'MNHMH' Georges A. Petropoulos, 1. Band (Athen 1984), 225–230.

### Geschichte
- Treppen und Stufen bei phrygischen Felsdenkmälern, Studien zur Religion und Kultur Kleinasiens, Festschrift für F. K. Dörner, I. cilt (Leidon 1978), 99–106.
- Gábor Hamza: Studies on Legal Relations between the Ottoman Empire/the Republic of Turkey and Hungary, Cyprus, and Macedonia. Selected Essays in Hungarian, English, German, and Turkish. Klaus Schwarz Verlag, Berlin, 2017.
- Gábor Hamza: Remembering Professor Kudret Ayiter /1919–1986/, the Internationally Renowned Specialist of Roman Law. Jogtudományi Közlöny 75 (2020) 416–418.